# یوری پریلوکف
یوری پریلوکف (به انگلیسی: Yury Prilukov) (زادهٔ ۱۴ ژوئن ۱۹۸۴) شناگر اهل روسیه است.